# Artur Azevedo
Artur Nabantino Gonçalves de Azevedo (São Luís, 7 de julho de 1855 — Rio de Janeiro, 22 de outubro de 1908), também conhecido como Artur Azevedo, foi um escritor, dramaturgo, poeta, contista, prosador, comediógrafo, crítico, cronista e jornalista brasileiro. Ao lado de seu irmão, o escritor Aluísio Azevedo, foi um dos fundadores da Academia Brasileira de Letras.
Tendo escrito milhares de artigos sobre eventos artísticos e encenado mais de cem peças no Brasil e em Portugal, Azevedo foi um dos maiores defensores da criação do Teatro Municipal do Rio de Janeiro, cuja inauguração ocorreu meses depois de sua morte.
Suas peças mais conhecidas são A joia, A Capital Federal, A almanjarra, O Mambembe, entre outras. Três teatros no Brasil foram batizados com o seu nome: o Teatro Arthur Azevedo de São Luís, Maranhão, sua cidade natal, o Teatro Arthur Azevedo da cidade de São Paulo, e o Teatro Arthur Azevedo da cidade de Rio de Janeiro.

## Biografia
Artur Azevedo era filho de David Gonçalves de Azevedo, vice-cônsul de Portugal em São Luís, e Emília Amália Pinto de Magalhães. Aos oito anos, Azevedo já dava indícios de inclinação às atividades teatrais, adaptando de forma amadora textos de Joaquim Manuel de Macedo e, posteriormente, criando peças próprias, que representava. Aos 15 anos, escreveu a obra teatral Amor por Anexins, que alcançou êxito regional e nacional.

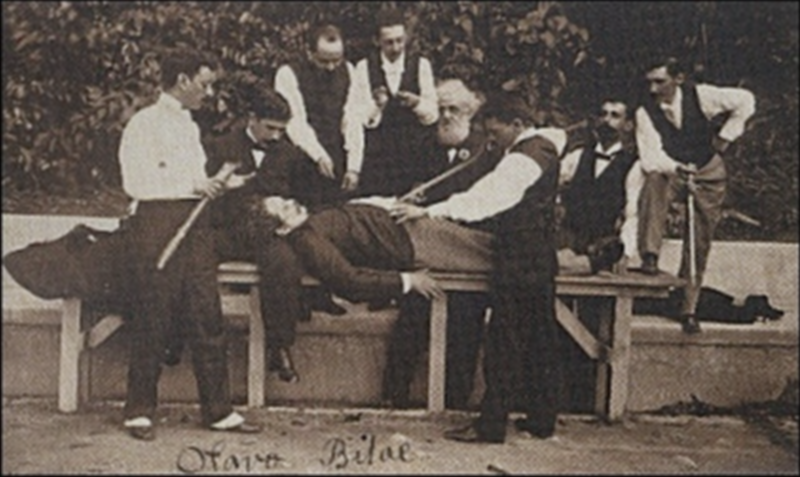
Coelho Netto "operando" Artur de Azevedo, numa encenação que imita a Lição de Anatomia de Rembrandt - com Olavo Bilac (que assina), entre outros intelectuais que formaram o grupo fundador da ABL.

Devido a discordâncias com a administração provincial, Azevedo concorreu a um concurso aberto para vagas de amanuense da Fazenda. Sendo classificado, ele se transferiu para a capital federal, à época o Rio de Janeiro. Lá, ficou empregado no Ministério da Agricultura e no Colégio Pinheiro, onde lecionava português. Foi nesse período em que iniciou sua carreira jornalística, fundando diversos periódicos literários, como A Gazetinha, Vida Moderna e O Álbum. Junto a Machado de Assis, colaborou em A Estação e, com Alcindo Guanabara, Moreira Sampaio, Olavo Bilac e Coelho Neto, no jornal Novidades.
Defendeu a abolição da escravatura tanto em artigos de jornal como em obras dramáticas, como O Liberato e A família Salazar, sendo que esta última, escrita com Urbano Duarte, foi publicada sob o título de O escravocrata.
Foi por insistência de Artur Azevedo, principalmente através de seus artigos na imprensa, que, em 1895, foi aprovada a lei que previa a construção de um teatro municipal no Rio de Janeiro. 
Tinha o teatrólogo a convicção de que somente a construção desse teatro poria fim à má fase em que se encontravam as artes cênicas na segunda metade do século XIX. A criação da lei traria resultado somente em 1904, quando foi aberto concurso para a construção do Theatro Municipal do Rio de Janeiro. Arthur Azevedo, que sustentou a campanha vitoriosa para construção do Teatro, não assistiria à sua inauguração em 14 de julho de 1909, pois faleceu nove meses antes. Antes de sua morte, foi um crítico mordaz do pano de boca do Theatro Municipal, pintado por Eliseu Visconti.
Faleceu aos 53 anos no Rio de Janeiro e foi sepultado no Cemitério do Caju.